# Видоново
Видоново — село в Залесовском районе Алтайского края России. Входит в состав Черёмушкинского сельсовета.

## История
В «Списке населенных мест Российской империи» 1868 года издания населённый пункт упомянут как заводская деревня Видонова Барнаульского округа (1-го участка) Томской губернии при речке Бобровке. В деревне имелось 33 двора и проживало 209 человек (88 мужчин и 121 женщина).

В 1899 году в деревне, относящейся к Боровлянской волости Барнаульского уезда, имелось 74 двора и проживало 448 человек (200 мужчин и 248 женщин). Функционировал общественный хлебозапасный магазин.
По состоянию на 1911 год Видонова включала в себя 221 двор. Имелись старообрядческий Австрийского толка молитвенный дом, хлебозапасный общественный магазин, одна мануфактурная и две мелочных лавки, маслобойное отделение и водяная колёсная мельница. Население на тот период составляло 1171 человек. Административно деревня входила в состав Талицкой волости Барнаульского уезда.

В 1926 году в селе Видоново имелось 437 хозяйств и проживало 2100 человек (1018 мужчин и 1082 женщины). Функционировали школа I ступени и лавка общества потребителей. В административном отношении Видоново являлось центром сельсовета Тальменского района Барнаульского округа Сибирского края.

## География
Село находится в северо-восточной части Алтайского края, на берегах реки Бобровка (впадает в одну из стариц реки Чумыш), на расстоянии примерно 41 километра (по прямой) к западу от села Залесово, административного центра района. Абсолютная высота — 158 метров над уровнем моря.

Климат умеренный, континентальный. Средняя температура января составляет −19 °C, июля — +18 °C. Годовое количество атмосферных осадков — до 600 мм.

## Население
| 1997 | 1998 | 1999 | 2000 | 2001 | 2002 | 2003 |
| ---- | ---- | ---- | ---- | ---- | ---- | ---- |
| 401  | ↗404 | ↘391 | ↘378 | ↘366 | ↘322 | ↗329 |
| 2004 | 2005 | 2006 | 2007 | 2008 | 2009 | 2010 |
| ↘276 | ↘249 | ↗251 | ↘226 | ↘209 | ↘192 | ↘175 |
| 2011 | 2012 | 2013 |      |      |      |      |
| ↘173 | ↘160 | ↘152 |      |      |      |      |

Согласно результатам переписи 2002 года, в национальной структуре населения русские составляли 88 %.

## Инфраструктура
В селе функционируют фельдшерско-акушерский пункт (филиал КГБУЗ «Залесовская центральная районная больница»), сельский клуб и отделение Почты России.

## Улицы
Уличная сеть села состоит из четырёх улиц и одного переулка.